# Плюшевый мишка
Плю́шевый ми́шка — один из самых популярных в XX веке и начале XXI века видов мягких игрушек: игрушечный медведь из мягкого материала.
В Западной Европе и Америке он известен в основном под именем «Тедди» (англ. teddy bear, нем. Teddybär), традиционно ассоциируемым с уменьшительным именем президента США Теодора Рузвельта.
В русском языке утвердилось название «плюшевый мишка», хотя сейчас далеко не все игрушечные медведи этого типа делаются из плюша.
Плюшевые мишки различных европейских и американских фирм начала XX века (производства до Второй мировой войны) — популярный объект коллекционирования.

## История

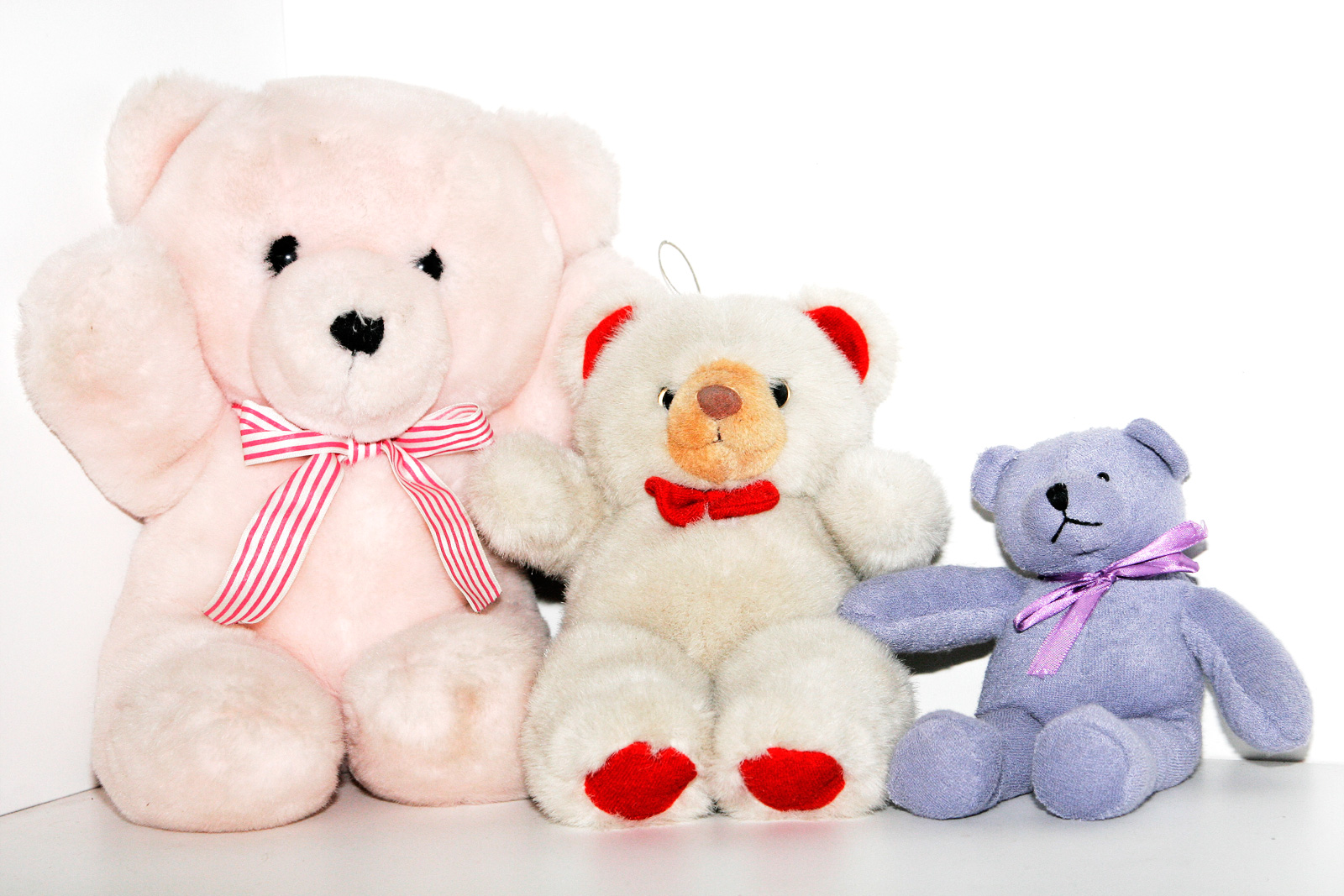
Современные плюшевые мишки

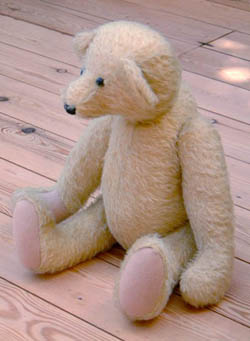
Плюшевый мишка Рори

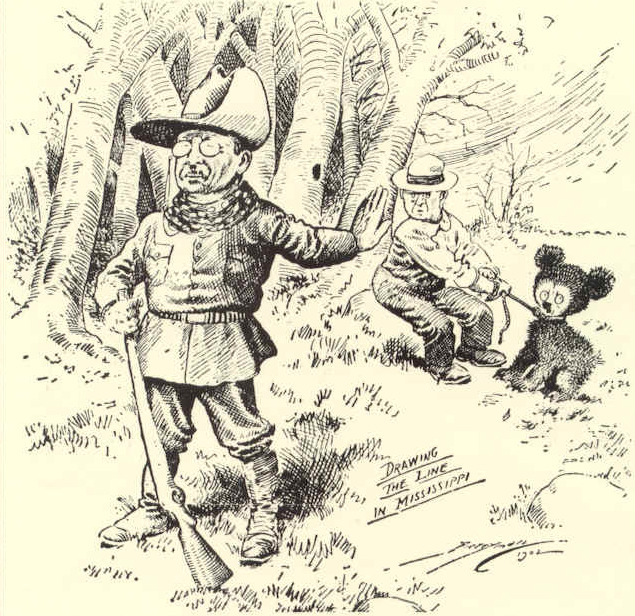
Карикатура К. Берримена в газете «Вашингтон Пост» 1902 года.

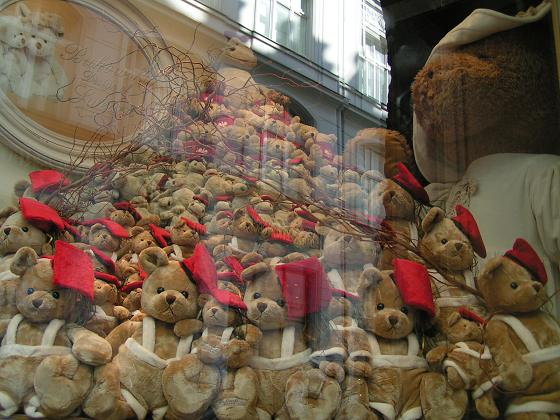
Мишки Teddy

В 1902 году президент США Теодор Рузвельт пощадил на охоте американского чёрного медведя, загнанного охотничьей командой с собаками, полузабитого и привязанного к дереву (иве). Рузвельта пригласили отстрелить добычу. Он отказался сделать это сам, мотивируя тем, что это «неспортивно», но распорядился медведя пристрелить, дабы прекратить его мучения[уточнить]. История попала в газетные карикатуры, но со временем была адаптирована по конъюнктурным соображениям, и медведь превратился в маленького симпатичного медвежонка (в карикатуре в «Вашингтон пост» от 16 ноября 1902 г.). Детали истории со временем размылись, осталась главная — Тедди Рузвельт отказался стрелять в медвежонка. Одна из карикатур с уменьшенным до медвежонка масштабом попалась на глаза жене Морриса Мичтома, эмигранта из России (настоящее имя — Михаил Мишим), владельца магазина игрушек. Она и сшила первого медвежонка, похожего на медведя из карикатуры. Он был установлен в витрине магазина и назван «Медвежонок Тедди», в честь президента Рузвельта. Новая игрушка вызвала у покупателей небывалый интерес и вскоре, получив согласие Рузвельта на использование его имени, Мичтом основал компанию Ideal Toy Company, занимавшуюся выпуском игрушечных медвежат. Хотя успех медвежат был колоссальным, это не принесло Мичтому богатства. Он допустил серьёзную ошибку — не запатентовал новую игрушку и её название. Вскоре появилось множество компаний, выпускающих похожих медвежат и использующих его идею.
По другой версии, первый медвежонок был изготовлен Маргаритой Штайф по идее её племянника Рихарда, спроектировавшего первого плюшевого медведя с подвижными лапами в 1902 году. В 1903 году на выставке игрушек в Лейпциге один американец заказал сразу 3000 экземпляров, а на выставке в Сент-Луисе в 1904 году было продано уже 12 000 медведей, за что Маргарита и Ричард получили золотую медаль.

## Коллекционирование
Сейчас в мире насчитывается около двадцати музеев, посвященных плюшевым медведям, и несколько десятков тысяч коллекционеров этой игрушки. Специально для них выпускаются ограниченные партии плюшевых мишек, например фирмы «Steiff», «Dean’s», «Merrythought» или уникальные мишки современных художников-теддистов, выполненные в единственном экземпляре. Аукцион «Christie's» периодически проводит торги, на которые выставляются только плюшевые мишки. Самый дорогой мишка Тедди — игрушка из мохера, сделанная в 1929 году. Она была продана за 90 тыс. долларов США.

## В культуре
- «Мишка», стихотворение Агнии Барто:

Уронили мишку на пол,

Оторвали мишке лапу.

Все равно его не брошу —

Потому что он хороший.

- «Винни-Пух» — повесть Алана Милна.
- Олимпийский Мишка — символ Олимпиады 1980 года в Москве.